# Fereydun Asgharzadeh
Fereydun Asgharzadeh (persisch فریدون اصغرزاده Fereydoun Asgharzadeh) ist ein iranischer Fußballtrainer. Er war Nationaltrainer der iranischen Fußballnationalmannschaft während des Fajr International Tournament 1986.

## Karriere
Über die Lebensdaten von Fereydun Asgharzadeh ist kaum etwas bekannt. Beim Fajr International Tournament 1986, das zwischen 13. und 21. Februar 1986 ausgetragen wurde und an dem acht verschiedene Mannschaften teilgenommen hatten, fungierte Asgharzadeh als Trainer der iranischen A-Nationalmannschaft. Sein damaliger Assistent Nasser Ebrahimi, der auch sein Vorgänger als Nationaltrainer war, trainierte bei diesem Turnier die iranische B-Nationalmannschaft, die ebenfalls einer der acht Teilnehmer war. Über den weiteren Werdegang Asgharzadehs ist nichts Näheres bekannt; noch im selben Jahr trat Parviz Dehdari als iranischer Fußballnationaltrainer in Erscheinung.